# Хойя-де-Серен
Хойя-де-Серен (исп. Joya de Cerén, название дано по находящейся рядом деревне) — археологический объект в Сальвадоре. Хойя-де-Серен называют Помпеями Америки. Объект расположен в 25 км северо-западнее столицы государства — города Сан-Сальвадор.

## Общая информация

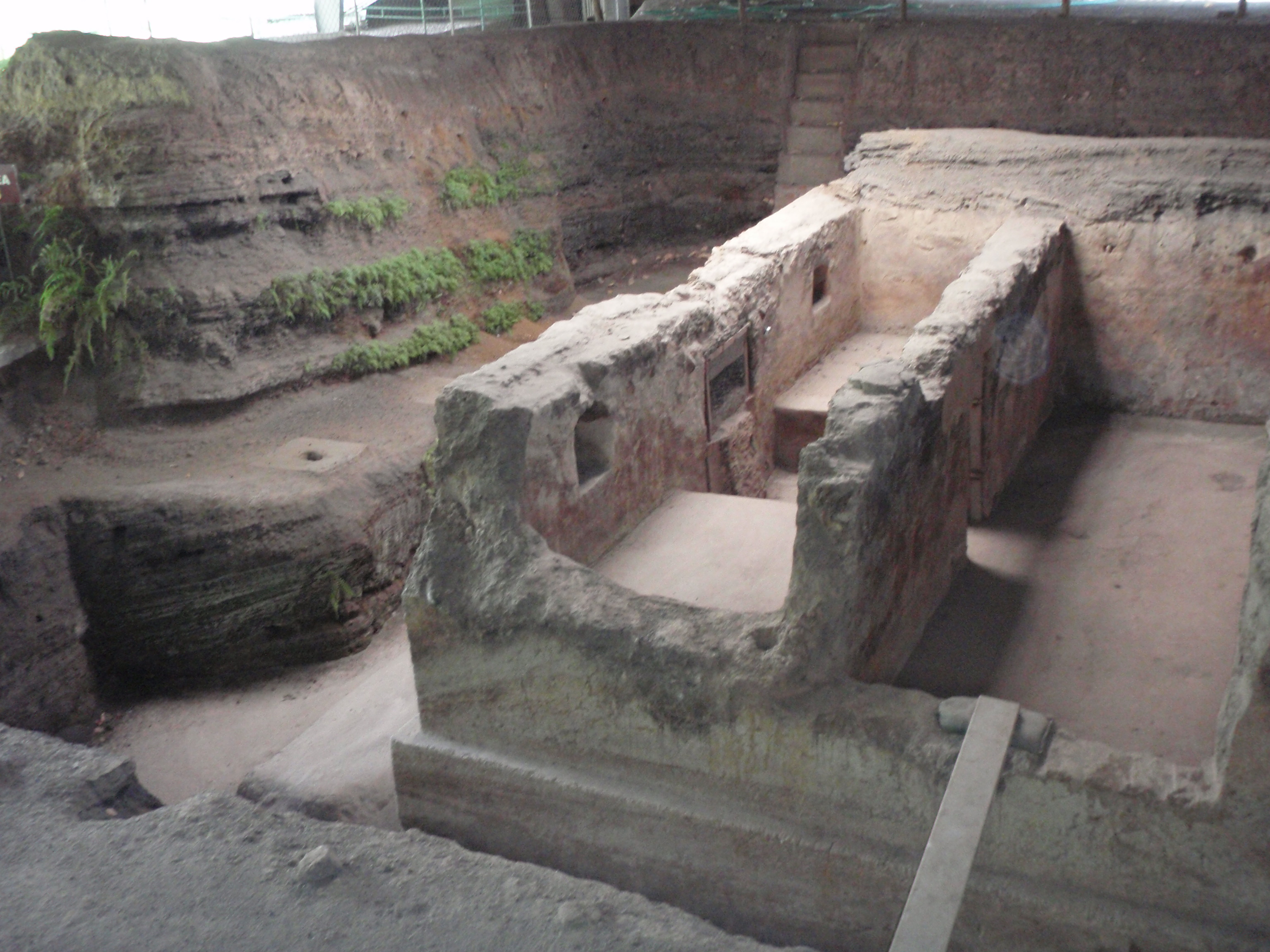
Руины Хойя-де-Серен

В результате извержения вулкана Лома-Кальдера около 600 года н. э. сельское поселение майя населением около 200 человек было погребено под слоем пепла. 
Объект был случайно открыт в 1976 году, когда строители бульдозером ровняли землю под строительную площадку. Впервые объект был исследован в 1978 и 1980 годах американским археологом Пейсоном Шитсом (англ. Payson D. Sheets), профессором Колорадского университета в Боулдере. С тех пор было раскопано около 70 строений.
В отличие от итальянского погребённого города, жители деревни, видимо, спаслись — во время раскопок останков погибших не найдено. Но найдена хозяйственная утварь, посуда, даже недоеденная пища. Объект представляет большую научную и культурную ценность, потому что демонстрирует жизнь обычных людей майя тех времён.
В 1993 году раскопки Хойа-де-Серен были включены в список объектов Всемирного наследия ЮНЕСКО.